# کاترین آبه
کاترین آبه (انگلیسی: Kathryn Abbe; ۲۲ سپتامبر ۱۹۱۹ – ۱۸ ژانویهٔ ۲۰۱۴) عکاس اهل ایالات متحده آمریکا بود.

## سنین جوانی و تحصیلات
او در سال ۱۹۴۶ با عکاس جیمز آبه جونیور پسر جیمز آبه عکاس هالیوود ازدواج کرد.کاترین آبه با نام تولد کاترین مک لاکلین در سال ۱۹۱۹ در بروکلین به دنیا آمد. خواهر دوقلوی او عکاس فرانسیس مک لاکلین-جیل بود. آنها در والینگفورد، کانکتیکات بزرگ شدند و جزء شاگردان ممتاز کلاس در زمان فارغ‌التحصیلی خود در دبیرستان لیمن هال بودند. آبه در مؤسسه پرت به ادامه تحصیل ادامه داد و در آنجا زیر نظر والتر سیواردی و نقاش رجینالد مارش تحصیل کرد. او در سال ۱۹۴۱ با مدرک لیسانس هنرهای زیبا فارغ‌التحصیل شد. او همچنین از سال ۱۹۳۹ تا ۱۹۴۱ در مدرسه جدید تحقیقات اجتماعی شرکت کرد و در آنجا زیر نظر یاسو کونیوشی تحصیل کرد. او در سال ۱۹۴۶ با عکاس جیمز آبه جونیور پسر جیمز آبه عکاس هالیوود ازدواج کرد. او و خواهرش دختر عموی هنرمند تامی دپائولا بودند.

## حرفه
آبه در سال ۱۹۴۱ برنده جایزه عکاسی Prix de Paris مجله وگ شد. در سال ۱۹۴۲، او برای وگ زیر نظر تونی فریسل کار می‌کرد. او بعداز مدتی مجله وگ را ترک کرد و در سال ۱۹۴۴ یک عکاس حرفه‌ای آزاد شد، یکی از معدود زنانی که در آن زمان این موقعیت را داشت. اگرچه در دهه ۱۹۴۰ او به طور گسترده در نیوانگلند و بروکلین عکاسی می‌کرد، در اواسط دهه ۱۹۴۰ به سراسر جهان برای انجام ماموریت‌هایی، به ویژه به پاریس، هاوانا، نیویورک، رم و میلان رفت. موضوعات او اغلب شامل نمادهای مد، کودکان، عکس‌های خیابانی و هنرمندان بود. عکس‌های ویژه او از کارمن دل‌اره‌فیچه و لیزا فونسگریوز  چشمگیر است.
آثار آبه در بیش از هشتاد کتاب و نشریه بین‌المللی از جمله بتر هومز اند گاردنز، مک‌کال، کاسموپولیتن، گود هاوس‌کیپینگ، پاری مچ، و وگ منتشر شد. او جوایز بیش از بیست جلد مجلات مهم را دریافت کرد (دستاوردی نادر برای یک عکاس زن در زمان خود).